# Leaf Daniell
Cyrus Leaf Daniell (Tooting, 1877 – Eddleston, 28 febbraio 1913) è stato uno schermidore britannico, vincitore di una medaglia d'argento nella scherma ai giochi olimpici.
È il fratello di Gladys Daniell.